# Chanson
El terme Chanson —Cançó— designa des de començaments del segle xix un gènere musical que s'utilitza per atorgar l'enaltiment de la llengua francesa, amb referències a mestres i models heretats de la literatura poètica francesa, i per oposició o per diferenciació a les formes dominants anglosaxones de la indústria musical.

## Història

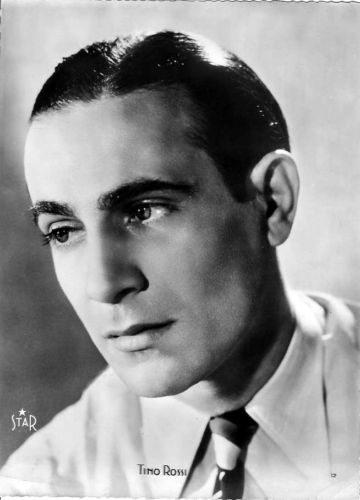
Tino Rossi, anys 1930

La Chanson com a gènere es constitueix sobre la base d'un terreny viu i ric, també pel que fa als seus orígens musicals: s'ancora en les formes de la música clàssica prenent prestades certes petites formes a formats musicals més importants. És el cas, per exemple, d'una cançó d'èxit dels anys trenta, Couches dans le hoin composta per Mireille per a una opereta, que després s'extreu d'aquesta opereta per esdevenir un èxit.

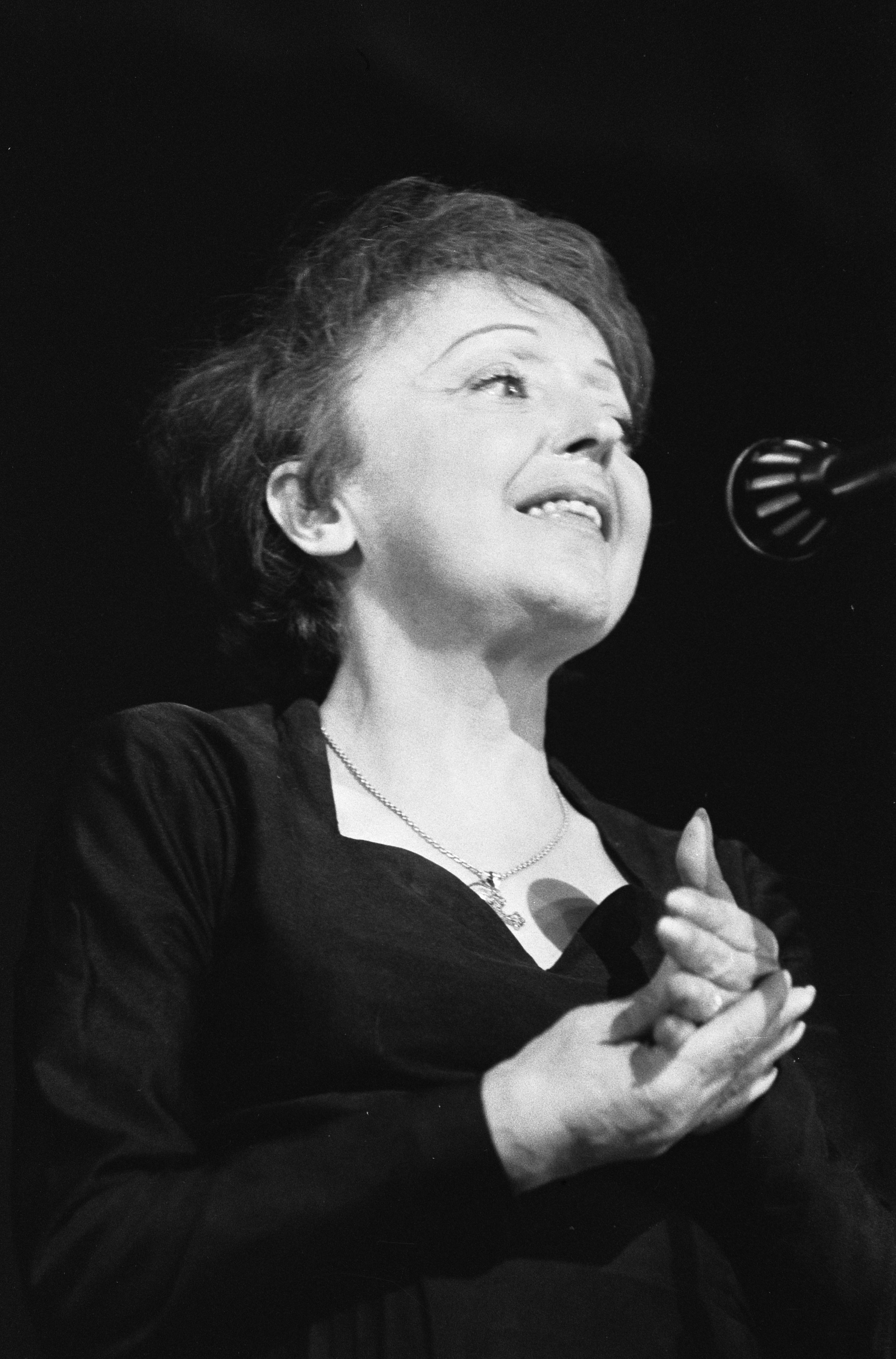
Édith Piaf en concert, el 1962

Altres cantants d'èxit procedeixen directament de les formes clàssiques d'expressió lírica: Luis Mariano ve de l'opereta, Tino Rossi és un tenor líric clàssic, i el progrés tècnic com l'ús del micròfon a l'escenari per primera vegada per Jean Sablon, o la fabricació i difusió del disc fonogràfic, permet que noves figures entrin dins l'escenari naixent de la Chanson. La cançó francesa també es difon a través d'altres llocs on poder-se relaxar sense la forta pressió social i les desigualtats, com el cabaret, que esdevé el terreny on els compositors poden difondre les seves obres, i assolir fama (Aristide Bruant, per exemple, al conegut Le Chat noir). El cabaret té el seu equivalent anglicà en el terme «music-hall» o sala de concerts, literalment una gran sala dedicada a la interpretació musical. És un lloc més gran que el cabaret, on es desenvolupen espectacles anomenats variété, oferint moltes representacions en una funció, una mica com el model del circ, que inclouen interpretacions vocals i cançons. És així doncs, en la conjugació d'aquests llocs nous i lliures favorables a la creació i a una cultura musical més clàssica, heretada de les formes cultes però també populars de l'art líric, que naixerà i creixerà la tradició de la cançó francesa i la figura del cantant, i que donarà lloc a llegats musicals exògens com el tango, el cabaret de Berlín, el pasdoble, samba o bossa nova, entre d'altres. Entre les grans figures tutelars de principi del segle xx hi ha Charles Cros, Gaston Couté, Pierre-Jean de Béranger, Aristide Bruant o Vincent Scotto. Un altre tipus de chanson, anomenat chanson réaliste (cançó realista), va ser un gènere musical popular a França, principalment a partir de la dècada de 1880 fins acabat la Segona Guerra Mundial. Nascuda tanmateix en els cafès-concerts i cabarets del barri de Montmartre de París, i influenciada pel realisme literari i els moviments naturalistes de la literatura i el teatre francesos, la chanson réaliste és un estil musical interpretat principalment per dones, entre les que es poden esmentar Damia, Fréhel o Édith Piaf, i centrat en la vida de les classes menys afavorides i els treballadors de París.

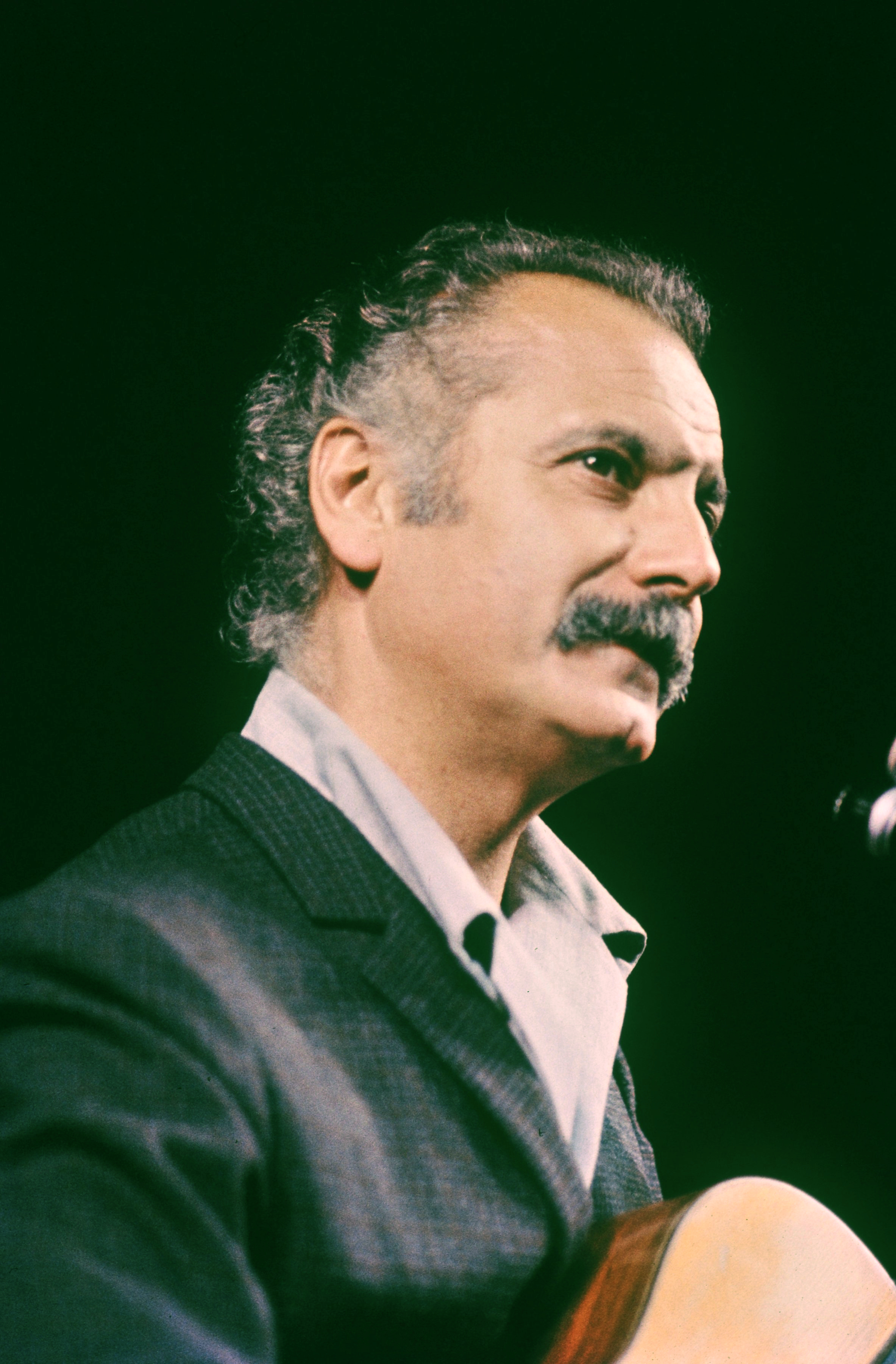
Georges Brassens en concert, el 1966

Es pot considerar que els poetes Baudelaire, Paul Verlaine (una obra del qual es titula justament La Bonne Chanson) i Arthur Rimbaud constitueixen tres fonts literàries essencials per a la cançó francesa moderna. En primer lloc, a través del seu treball sobre la musicalitat de les paraules i el format curt de moltes de les seves lletres inventen, com a «músics sense guitarra», un format que es convertirà en el de la Chanson. En els seus poemes hi ha textos en què apareix la paraula chanson: chanson d'automne (cançó de tardor) o chanson d'après-midi cançó de tarda. A més, la seva estètica poètica privilegia la musicalitat i la sonoritat de les paraules, com testifica la coneguda frase de Verlaine «De la musique avant toute chose» («La música abans que tot»). Aquests poetes van ser cantats per nombrosos artistes, el primer dels quals va ser Léo Ferré. La seva obra ha contribuït en gran manera a la persistència de l'aura popular d'aquests poetes i al seu atractiu dins la Chanson o cançó francesa contemporània.

Si bé Verlaine, Rimbaud o Baudelaire poden considerar-se les fonts originals base del gènere, els segueixen els escriptors Louis Aragon, amb nombrosos poemes musicats principalment per Léo Ferré (Les Chansons d'Aragon, 1961) i Jean Ferrat. També cal esmentar l'artista Georges Brassens, que va posar música a poemes d'Aragó (Il n'y a pas d'amour heureux), Verlaine, Víctor Hugo, François Villon (La Ballade des dames du temps jadis), Alphonse de Lamartine (Pensée des morts), Antoine Pol (Les Passantes), Paul Fort (Le Petit Cheval) o Francis Jammes entre d'altres poetes. La tradició literària en el seu conjunt ofereix molts altres exemples de reescriptures poètiques. Només cal pensar, per exemple, en Jean de la Fontaine, interpretat per Pierre Perret o Thomas Fersen, amb la marcada presència d'un meravellós bestiari dins les seves composicions, preses sens dubte del gran autor clàssic: la cançó titulada Les Malheurs du lion sembla inspirar-se en la faula Le Lion et le Moucheron.
En els anys 1990 es va donar un «renaixement de la Chanson» amb un retorn als textos de la literatura poètica francesa, gènere conegut com a Nouvelle Chanson, malgrat va renéixer abans que s'inventés aquesta expressió, i que es va nodrir de la crisi de la indústria discogràfica, dels compromisos estètics dels mitjans de comunicació, del retorn dels artistes damunt els escenaris i de l'espectacle. Caracteritzat per menys so i més significat de les lletres en les cançons, aquest renaixement va sorgir com a reacció dels seus intèrprets contra una certa deriva musical que consideraven massa «lleugera», la deriva cap a la variété. En aquest sentit artistes com Dominique A, Mano Solo o Miossec van sorgir reivindicant alhora influències anglosaxones com de Velvet Underground, per exemple, i rebutjant categòricament el clixé. Aquesta actitud estètica radical també va contribuir a l'aparició d'universos musicals particulars, que tanmateix van influir en la percepció d'una particularitat francesa de la Chanson durant la dècada.